# 訃報 1998年11月
訃報 1998年11月（ふほう 1998ねん11がつ）では、1998年（平成10年）11月中に物故した、又は物故が報じられた人物についてまとめる。

## （1日 - 15日）

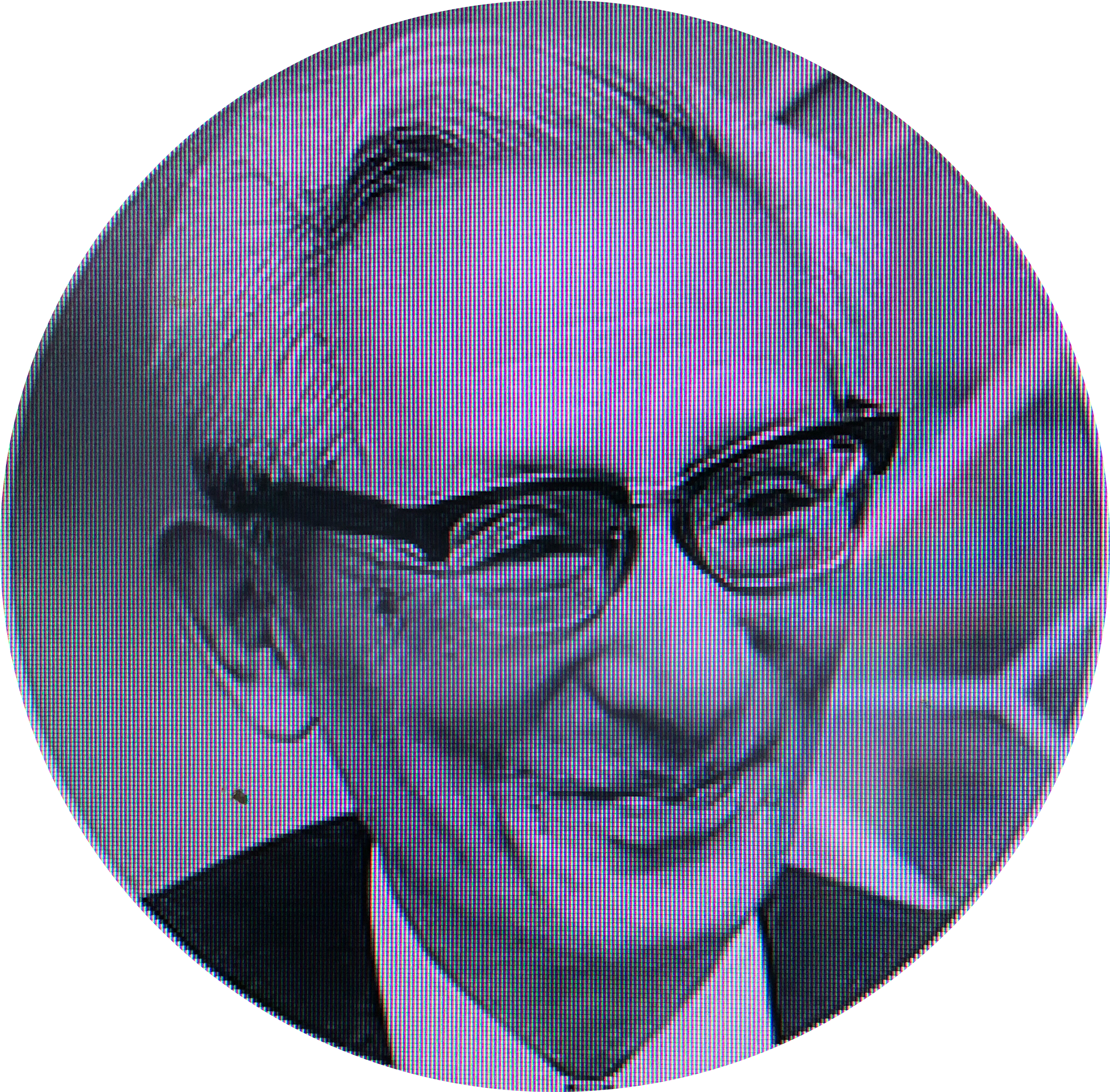
茶木滋／11月1日没

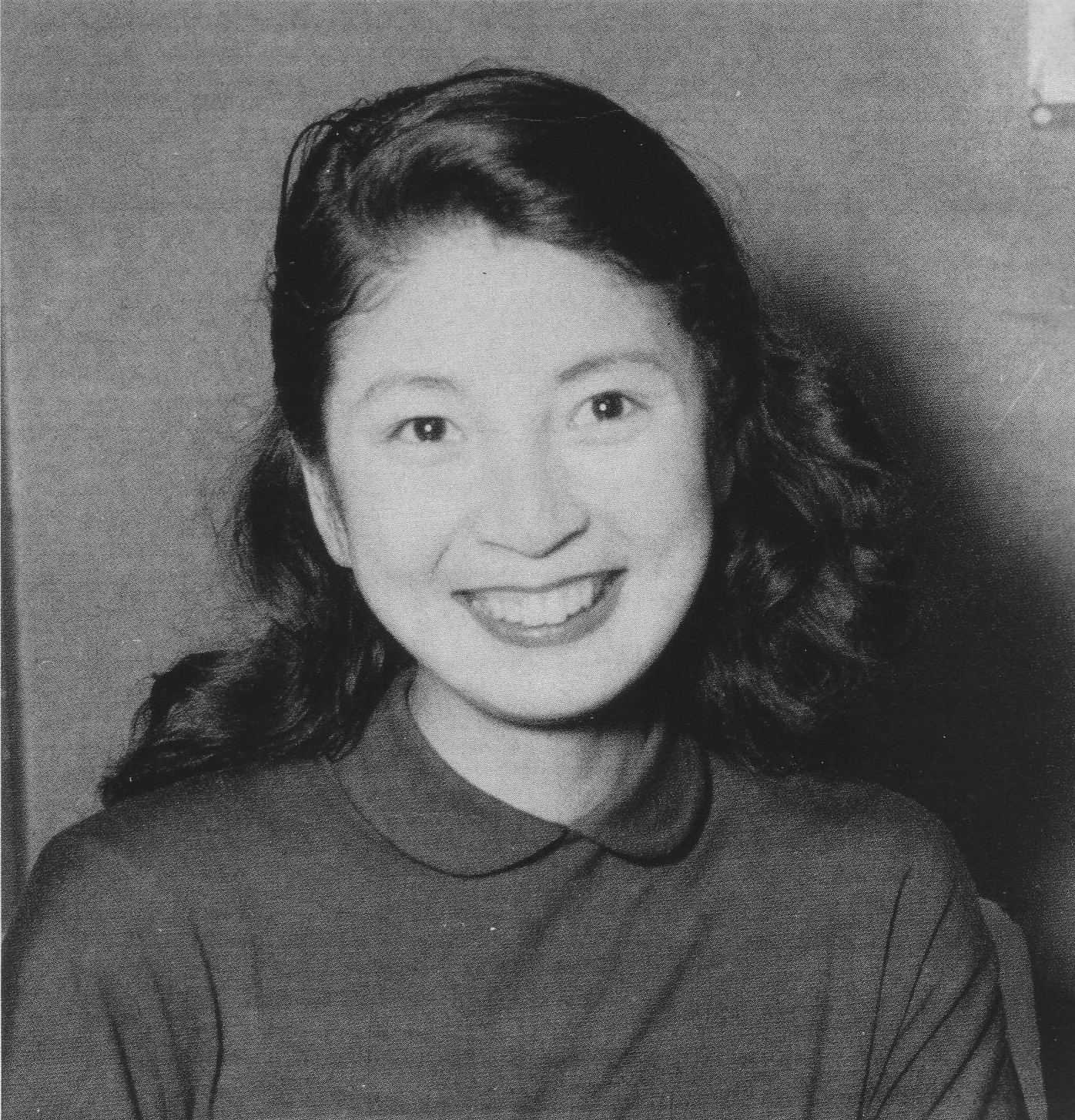
河内桃子／11月5日没

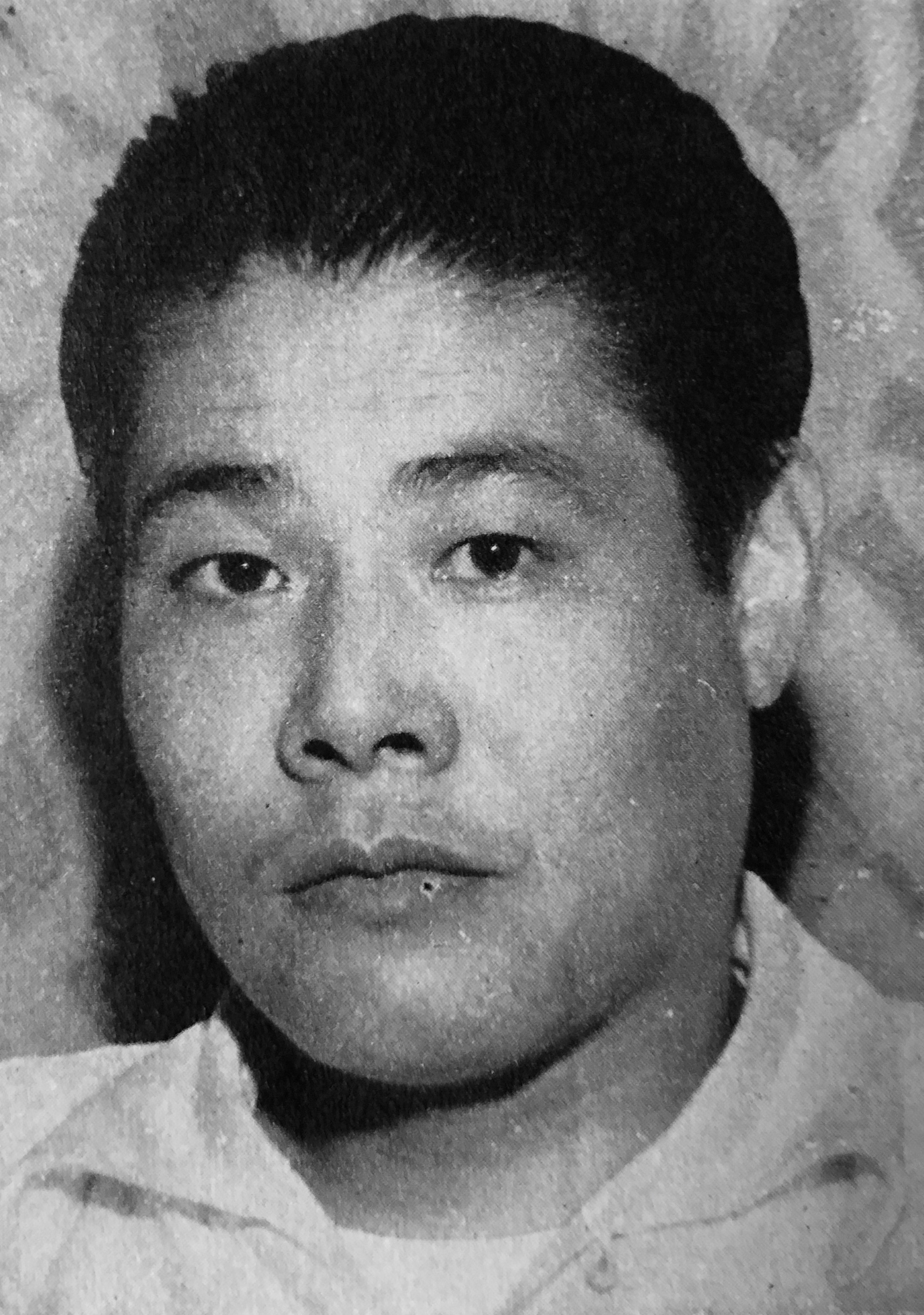
吉田矢健治／11月6日没

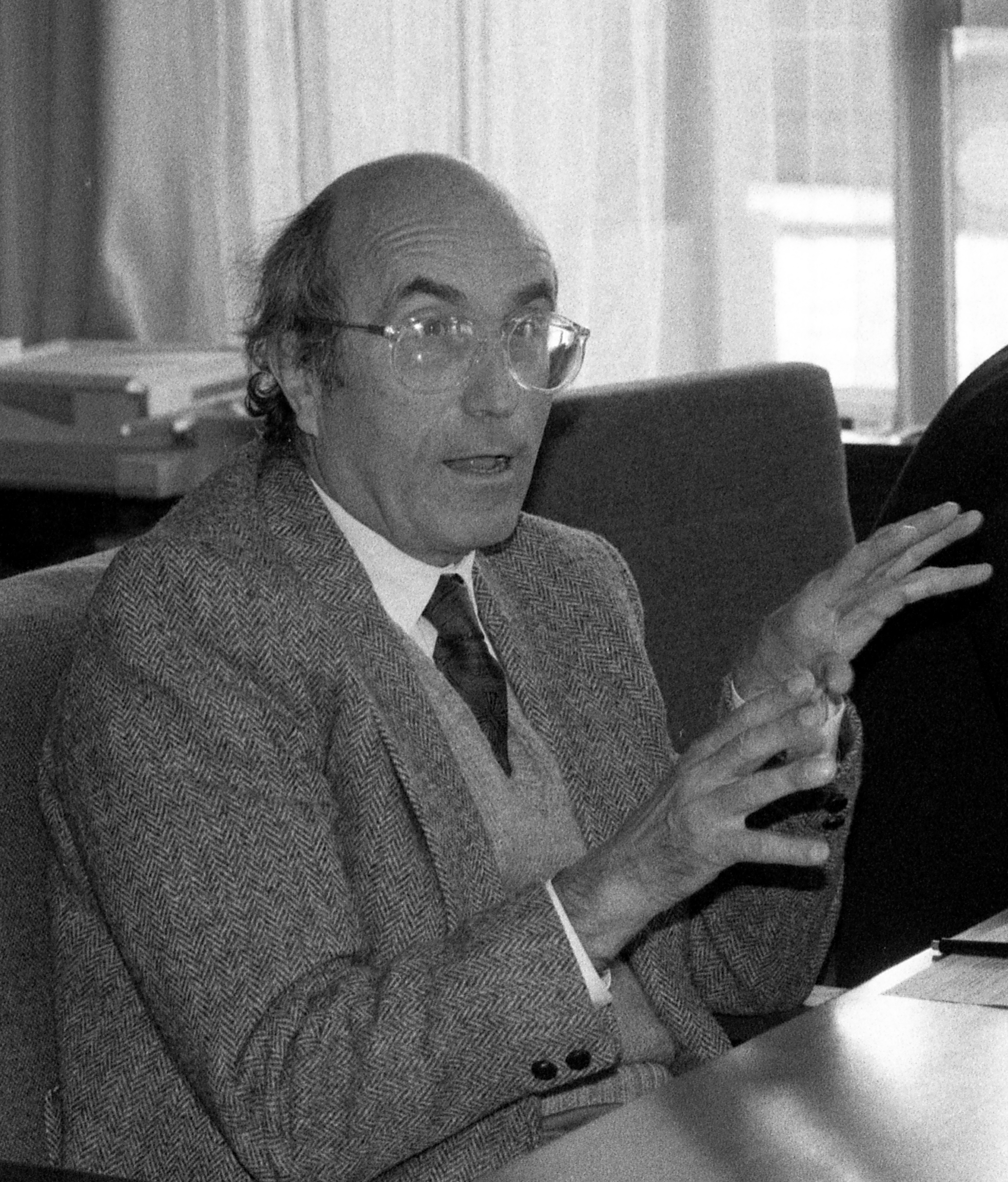
ニクラス・ルーマン／11月6日没

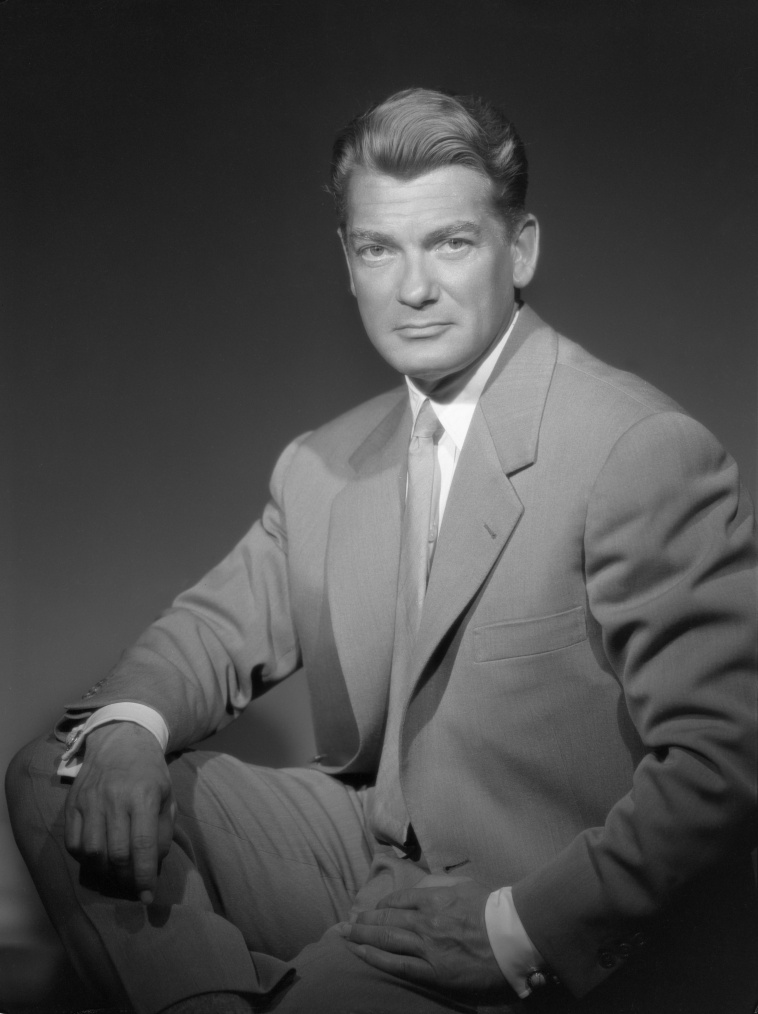
ジャン・マレー／11月8日没

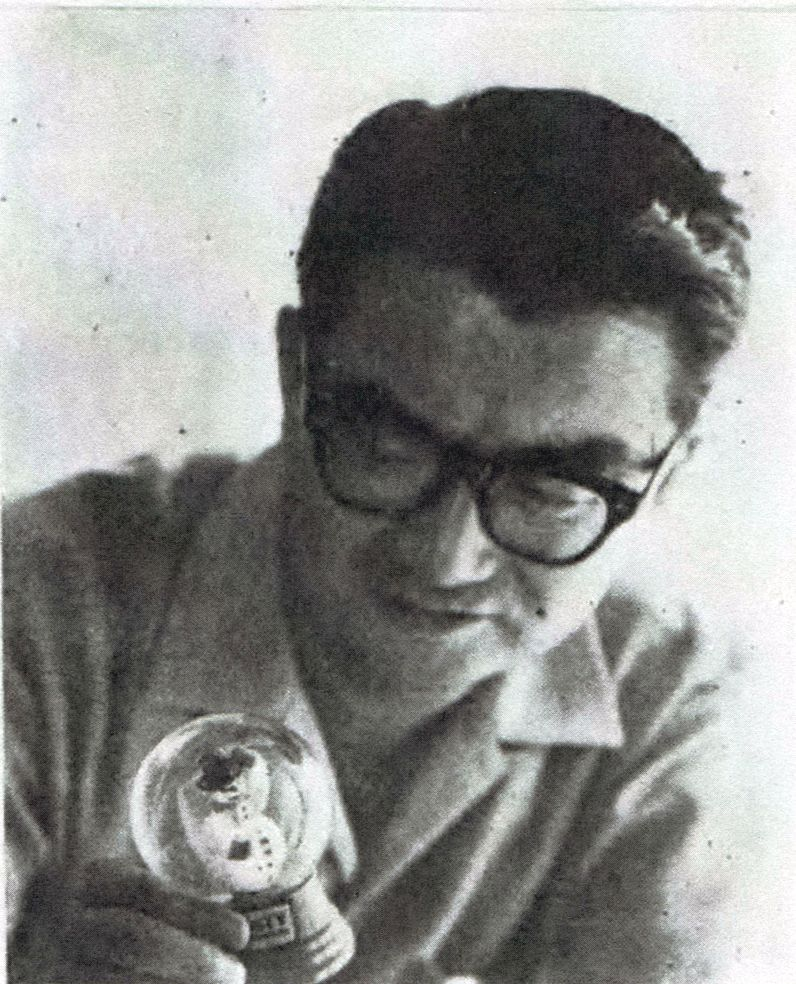
淀川長治／11月11日没

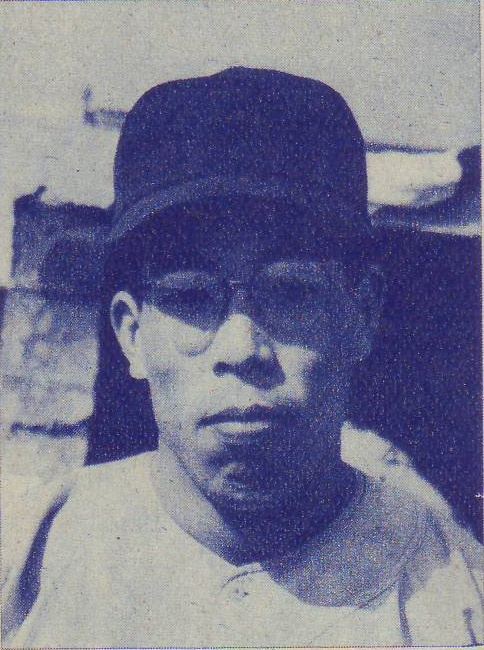
栗木孝幸／11月11日没

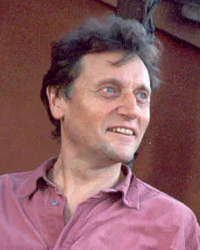
ジェラール・グリゼー／11月11日没

- 11月1日 - 茶木滋、童謡詩人（* 1910年）
- 11月5日 - 河内桃子、女優（* 1932年）
- 11月6日 - 今井勇、政治家、元厚生大臣（* 1919年）
- 11月6日 - 吉田矢健治、作曲家（* 1923年）
- 11月6日 - ニクラス・ルーマン、社会学者（* 1927年）
- 11月8日 - ジャン・マレー、俳優（* 1913年）
- 11月9日 - 池浦喜三郎、銀行家（* 1916年）
- 11月10日 - 成相善十、政治家（* 1915年）
- 11月10日 - ハル・ニューハウザー、メジャーリーガー（* 1921年）
- 11月11日 - 淀川長治、映画評論家（* 1909年）
- 11月11日 - 栗木孝幸、プロ野球選手（* 1929年）
- 11月11日 - ジェラール・グリゼー、作曲家（* 1946年）
- 11月13日 - 貝塚爽平、地形学者（* 1926年）[1]
- 11月13日 - 並木ひろし、歌手（* 1942年）

## （16日 - 30日）

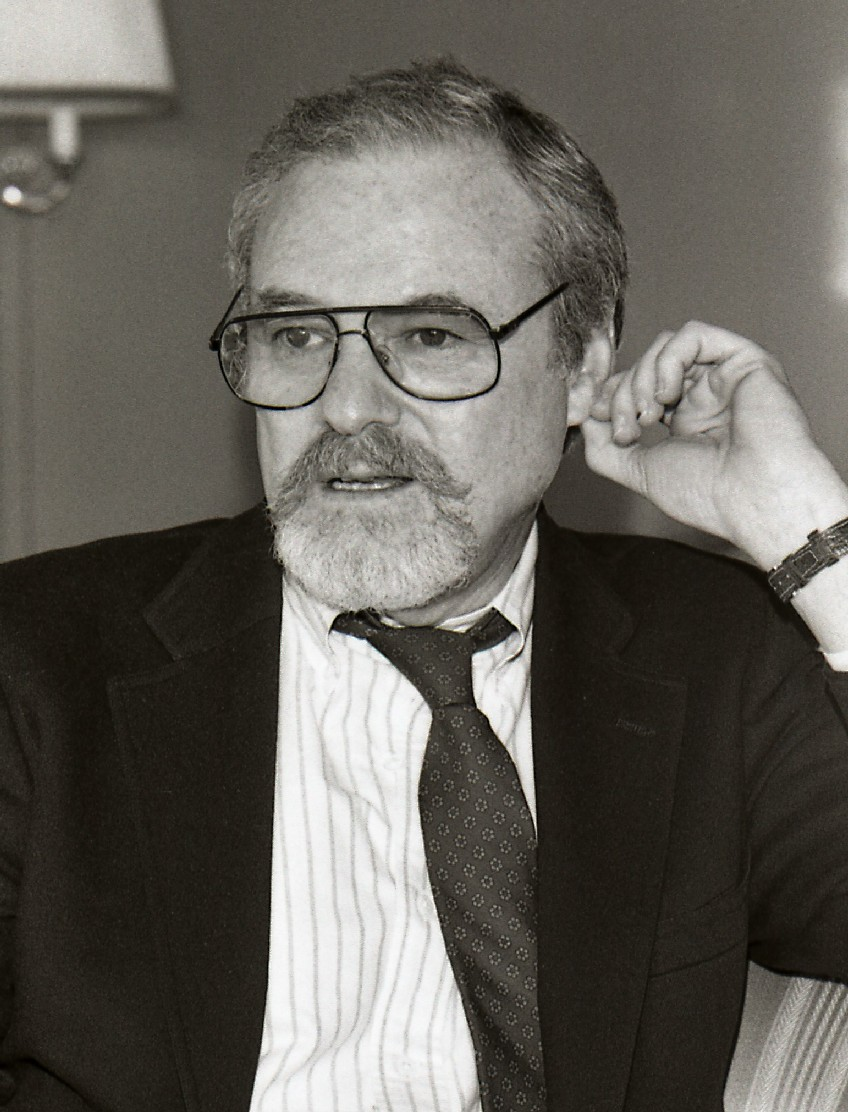
アラン・J・パクラ／11月19日没

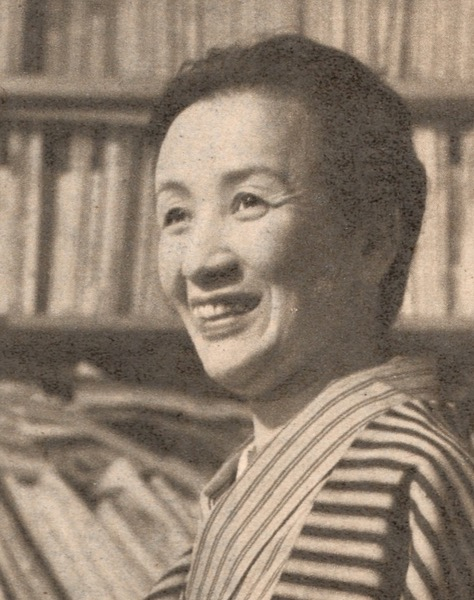
大塚末子／11月25日没

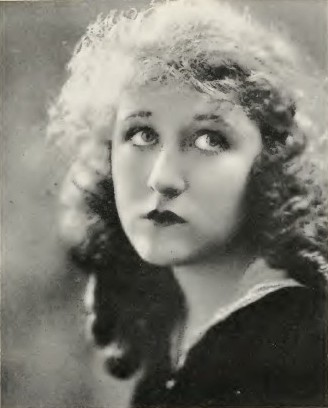
ルース・クリフォード／11月30日没

- 11月18日 - 大村憲司、ギタリスト（* 1949年）
- 11月19日 - 藤田哲也、気象学者（* 1920年）
- 11月19日 - アラン・J・パクラ、映画監督（* 1928年）
- 11月20日 - 太宰久雄、俳優（* 1923年）
- 11月22日 - 松浦竹夫、演出家（* 1926年）
- 11月24日 - 長田武士、政治家（* 1931年）
- 11月24日 - 小倉雄三、俳優（* 1942年）
- 11月25日 - 大塚末子、ファッションデザイナー（* 1902年）
- 11月25日 - ネルソン・グッドマン、哲学者（* 1906年）
- 11月27日 - 三輪田勝利、プロ野球選手（* 1945年）
- 11月30日 - ルース・クリフォード、女優（* 1900年）
- 11月30日 - 横井英樹、実業家（* 1913年）